# Verdichtete Menge
Eine verdichtete Menge ist in der verdichteten Mathematik (englisch condensed mathematics, deutsch auch ‚kondensierte Mathematik‘ genannt) eine Garbe auf einer Kategorie von Stone-Räumen. Die Grundidee ist, anstatt eine algebraische Struktur mit einer Topologie zu versehen, sie als verdichtete Menge aufzufassen. So lassen sich „verdichtete“ algebraische Strukturen definieren, die bessere kategorielle Eigenschaften besitzen als herkömmliche topologische algebraische Strukturen. Die Theorie wird seit 2018 von Dustin Clausen und Peter Scholze entwickelt. Unabhängig und zeitgleich entwickelten Clark Barwick und Peter Haine pyknotische Mengen (von altgriechisch πυκνός pyknos ‚dicht gedrängt‘).

## Definition

### Vereinfachte Definition
Der proétale Situs eines Punktes {\displaystyle *_{\mathrm {proet} }} ist die Kategorie der Stone-Räume mit stetigen Abbildungen und der Grothendieck-(Prä)Topologie, die durch endliche und gemeinsam surjektive Familien stetiger Abbildungen gegeben ist. Eine verdichtete Menge ist eine Garbe von Mengen auf {\displaystyle *_{\mathrm {proet} }}.
Da {\displaystyle *_{\mathrm {proet} }} keine kleine Kategorie ist, birgt diese Definition mengentheoretische Probleme. Wir geben die richtige Definition im nächsten Abschnitt.

### Vollständige Definition
Für jede überabzählbare starke Limes-Kardinalzahl {\displaystyle \kappa } sei {\displaystyle *_{\kappa {\text{-}}\mathrm {proet} }} die Kategorie von Stone-Räumen von Mächtigkeit {\displaystyle <\kappa }. Die Grothendieck-Topologie ist wieder durch endliche und gemeinsam surjektive Familien stetiger Abbildungen gegeben. Eine {\displaystyle \kappa }-verdichtete Menge ist eine Garbe von Mengen auf {\displaystyle *_{\kappa {\text{-}}\mathrm {proet} }}. Wir bezeichnen die Kategorie der {\displaystyle \kappa }-verdichteten Mengen mit {\displaystyle {\mathsf {Cond}}_{\kappa }(\mathrm {Set} )}.
Ist {\displaystyle \kappa '>\kappa } eine weitere starke Limes-Kardinalzahl, so ist durch Einschränken von Garben ein Funktor {\displaystyle {\mathsf {Cond}}_{\kappa '}(\mathrm {Set} )\to {\mathsf {Cond}}_{\kappa }(\mathrm {Set} )} definiert. Dieser besitzt einen volltreuen linksadjungierten {\displaystyle i_{\kappa ,\kappa '}:{\mathsf {Cond}}_{\kappa }(\mathrm {Set} )\to {\mathsf {Cond}}_{\kappa '}(\mathrm {Set} )}.
Die Kategorie verdichteter Mengen ist nun als Kolimes {\displaystyle {\mathsf {Cond}}(\mathrm {Set} ):=\mathrm {colim} _{\kappa }{\mathsf {Cond}}_{\kappa }(\mathrm {Set} )} entlang {\displaystyle i_{\kappa ,\kappa '}} definiert, wobei {\displaystyle \kappa } alle überabzählbaren starken Limes-Kardinalzahlen durchläuft. Bei diesem Kolimes handelt es sich effektiv um eine Vereinigung, die durch eine echte Klasse indiziert ist. Das ist unproblematisch, weil die Übergangsfunktoren volltreu sind und die Klasse der starken Limes-Kardinalzahlen total geordnet ist.

### Als Funktor auf extremal unzusammenhängenden Stone-Räumen
Einschränkung auf die Kategorie {\displaystyle \mathrm {Ex} _{\kappa }} extremal unzusammenhängender Stone-Räume von Mächtigkeit {\displaystyle <\kappa } definiert eine Kategorienäquivalenz zwischen {\displaystyle {\mathsf {Cond}}_{\kappa }(\mathrm {Set} )} und der Kategorie der Funktoren {\displaystyle F:\mathrm {Ex} _{\kappa }^{\mathrm {op} }\to \mathrm {Set} } mit folgenden Eigenschaften:
- {\displaystyle F(\emptyset )} ist eine einelementige Menge.
- Für zwei Stone-Räume {\displaystyle S_{1}} und {\displaystyle S_{2}} ist die natürliche Abbildung {\displaystyle F(S_{1}\sqcup S_{2})\to F(S_{1})\times F(S_{2})} bijektiv.

## Topologische Räume als verdichtete Mengen
Eine verdichtete Menge sollte als alternative Definition von topologischem Raum betrachtet werden. Ist {\displaystyle X} ein beliebiger topologischer Raum, so ist durch {\displaystyle {\underline {X}}(S):={\mathcal {C}}(S,X)} eine verdichtete Menge definiert. Das definiert einen Funktor {\displaystyle \mathrm {Top} \to {\mathsf {Cond}}_{\kappa }(\mathrm {Set} )}, der beispielsweise auf der Kategorie sequentieller Räume volltreu ist.

## Kategorielle Eigenschaften
Die Kategorie verdichteter Mengen erfüllt die Axiome von Giraud mit einer einzigen Ausnahme: Sie hat keine kleine erzeugende Menge. Sie ist in diesem Sinne „fast“ ein Grothendieck-Topos.
Wie in jedem Grothendieck-Topos sind quasikompakte und quasiseparierte Objekte definiert. Sie können wie folgt charakterisiert werden:
- Eine verdichtete Menge {\displaystyle X} ist genau dann quasikompakt, wenn es einen Stone-Raum und einen surjektiven Morphismus {\displaystyle S\to X} gibt.
- {\displaystyle X} ist genau dann quasisepariert, wenn für je zwei Stone-Räume {\displaystyle S_{1},S_{2}} und Morphismen {\displaystyle S_{1},S_{2}\to X} das Faserprodukt {\displaystyle S_{1}\times _{X}S_{2}} quasikompakt ist.[7]